# Ophiurodon grandisquama
Ophiurodon grandisquama är en ormstjärneart som först beskrevs av Jean Baptiste François René Koehler 1904.  Ophiurodon grandisquama ingår i släktet Ophiurodon och familjen Ophiolepididae. Utöver nominatformen finns också underarten O. g. nueva.